# Anerincleistus grandiflorus
Anerincleistus grandiflorus är en tvåhjärtbladig växtart som beskrevs av Henry Nicholas Ridley. Anerincleistus grandiflorus ingår i släktet Anerincleistus och familjen Melastomataceae. Inga underarter finns listade i Catalogue of Life.